# Новик, Елена Сергеевна
Еле́на Серге́евна Но́вик (9 сентября 1941, Омск, СССР — 12 мая 2014, Москва, Россия) — советский и российский фольклорист и культурный антрополог, исследователь фольклора и традиционной культуры народов Сибири, один из создателей визуальной антропологии в России, ученица и младшая коллега Е. М. Мелетинского. Кандидат исторических наук, доктор филологических наук. Одна из авторов «Мифологического словаря».

## Биография
Родилась 9 сентября 1941 года в Омске в семье служащих
В 1964 году окончила филологический факультет МГУ имени М. В. Ломоносова по кафедре фольклора.
В 1966—1974 годах работала младшим редактором в издательстве «Искусство».
В 1959—1960 годах была секретарём Курсов заочного обучения Центрального дома народного творчества имени Н. К. Крупской.
В 1960—1962 годах — руководитель драматического кружка школы № 329.
В 1963—1965 годах — техник предприятия п/я 2350.
В 1965—1966 годах — учитель литературы школы № 101.
В 1974—1989 годах была старшим редактором Всесоюзного бюро пропаганды советской музыки Союза композиторов СССР .
В 1984 году в Институте этнографии имени Н. Н. Миклухо-Маклая РАН под научным руководством доктора филологических наук, доцента Б. Н. Путилова защитила диссертацию на соискание учёной степени кандидата исторических наук по теме «Типология и функции шаманского обряда (на материале сибирских традиций)» (специальность 07.00.07 — этнография).
В 1989—1992 годах — научный сотрудник Отдела этнографии народов Крайнего Севера и Сибири Института этнографии АН СССР/Института этнологии и антропологии имени Н. Н. Миклухо-Маклая РАН.
В 1992—2004 годах — ведущий научный сотрудник Института высших гуманитарных исследований РГГУ.
В 1996 году в Институте мировой литературы имени А. М. Горького защитила диссертацию в форме научного доклада по совокупности опубликованных работ на соискание учёной степени доктора филологических наук по теме «Фольклор-обряд-верования: Опыт структурно-семиотического изучения текстов устной культуры» (специальность 10.01.09 — фольклористика).
С 2004 года — ведущий научный сотрудник Центра типологии и семиотики фольклора РГГУ.
Член диссертационных советов РГГУ Д.212.198.04 (филология), Д.212.198.06 (культурология)

## Семья
Приходилась племянницей физику-теоретику А. С. Компанейцу (1914—1974). Мужем её бабушки, Елены Марковны Кернер (1885—1938), был врач-отоларинголог Соломон Маркович Компанеец (1873—1941).

## Награды
- Лауреат Международной премии Питре (Италия) за лучшую работу по фольклористике (1971)[1];
- Лауреат премии I Международного фестиваля визуальной антропологии в г. Пярну за фильм «Времена сновидений» о шаманских традициях Сибири[4] .

## Научная деятельность
Посвятила первые научные работы структуре описания и системам персонажей в сказках. Позже начинает исследование шаманских традиций народов Сибири, используя накопленный опыт при изучении устных повествовательных текстов (прежде всего «ролевой» модели). В 1984 защищает кандидатскую диссертацию в Ленинграде по этнографической специальности.
Новик проанализировала параллелизм структуры камлания и морфологическую схему фольклорного нарратива и пришла к выводу об обменной функции диалога, как основе устного традиционного повествования и обрядового «сюжета».
В исследованиях, которые она обобщила для докторской диссертации (Москва, 1996 г.), она пришла к убедительным результатам в истолковании поэтики и жанровой классификации архаического фольклора, семантики и структуры обряда. Предложила общий подход к изучению разных форм архаической культуры.
Новик была участником редакционной коллегии серий «Исследования по фольклору и мифологии Востока» и «Сказки и мифы народов Востока» в издательстве «Восточная литература» РАН.
Научный редактор монографий П. Г. Богатырёва, А. Я. Гуревича, Е. М. Мелетинского и Б. А. Успенского, перевода на русский язык сборника статей «Структурной антропологии» К. Леви-Стросса, а также мифв и сказок коренных малочисленных народов Сибири — кеты, манси, ханты.

## Научные труды

### Монографии
- Обряд и фольклор в сибирском шаманизме: Опыт сопоставления структур. М.: ГРВЛ, 1984 (2-е изд. — М., 2004). Переводы на немецкий (1989), английский (1989—1990), польский (1993) языки.
- Историческая поэтика фольклора: от архаики к классике. М., 2010. 285 с. (В соавторстве с Е. М. Мелетинским и С. Ю. Неклюдовым).

### Статьи
- Проблемы структурного описания волшебной сказки // Учёные записки Тартуского государственного университета. Тарту, 1969. Вып. 236: Тр. по знаковым системам. С. 86-135 (В соавторстве с Е. М. Мелетинским и С. Ю. Неклюдовым).
- Система персонажей русской волшебной сказки // Типологические исследования по фольклору: Сб. ст. памяти В. Я. Проппа. М., 1975. С. 214—246.
- Структура сказочного трюка // От мифа к литературе: Сб. в честь семидесятипятилетия Е. М. Мелетинского. М., 1993. С. 139—152.
- Статус слова и понятие жанра в фольклоре // Историческая поэтика: Литературные эпохи и типы художественного сознания. М., 1994. С. 39-104 (В соавторстве с Е. М. Мелетинским и С. Ю. Неклюдовым).
- Обрядово-мифологические представления народов Сибири, связанные с музыкой // Невербальное поле культуры: Тело. Вещь. Ритуал. М., 1996. С. 19-26.
- «Вещь-знак» и «вещь-жест»: к семиотической интерпретации фетишей // Вестник РГГУ. Вып. 2: ИВГИ за письменным столом. М., 1998. С. 79-97.
- Межличностная коммуникация как семиотический механизм архаической культуры // Языковое сознание: формирование и функционирование. М., 1998. С. 232—241.
- Семиотические функции голоса в фольклоре и верованиях народов Сибири // Фольклор и мифология Востока. М., 1999. С.217-235.
- Принцип реципрокности и формы его проявления в архаической культуре // Обряд и фольклор в сибирском шаманизме. М., 2004. С. 294—302.
- Иноговорение в песнопениях сибирских шаманов // Дело авангарда. The case of the avant-garde / Willem G. Weststeijn (ed.). Pegasus Oost-Europese Studies 8. Uitgeverij Pegasus. Amsterdam, 2008. C.373-396.
- Невидимый и нежеланный гость // Исследования по лингвистике и семиотике. Сб. статей к юбилею Вяч. Вс. Иванова. Отв. ред. Т. М. Николаева. М., 2010. С. 393—408 (В соавторстве с С. Ю. Неклюдовым).